# Osloconfrontatie

Osloconfrontatie

De osloconfrontatie is een opsporingstechniek van de politie. De osloconfrontatie wordt ook wel een line-up ("in een rij staan") of simpelweg een confrontatie genoemd. Tijdens deze confrontatie moet een getuige van een misdrijf de dader aanwijzen uit een aantal opgestelde personen. De verdachte wordt dan tussen een rij onschuldigen gezet. Allen voldoen aan hetzelfde signalement. Dat is belangrijk, omdat een getuige bij een te divers gezelschap in de line-up met hoge kans een persoon zal aanwijzen uit de algemene categorie waartoe de vermoedelijk waargenomen persoon behoorde.
De term osloconfrontatie wordt alleen in Nederland gebruikt. Foslo en voslo zijn varianten waarbij de getuige foto's en video-opnamen van verdachten moet beoordelen. Dit kan omwille van geld of tijd, maar bijvoorbeeld ook wanneer de verdachte langdurig ziek is of de politie alleen beschikt over beelden van een bewakingscamera.
De osloconfrontatie dankt zijn naam aan de Noorse hoofdstad Oslo, waar procureur-generaal Haakon Sund in 1933 de voorschriften voor de confrontatie vastlegde. Deze werden in 1937 overgenomen door de Nederlandse advocaat-generaal mr. L.H.K.C. van Asch van Wijck en gelden nog steeds voor de huidige praktijk in Nederland.

## Osloregels
- de politieambtenaar die de getuige begeleidt, mag zelf niet op de hoogte zijn van wie in de rij de verdachte is;
- er is slechts één confrontatie toegestaan;
- verschillende getuigen moeten van elkaar gescheiden worden gehouden;
- de confrontatie moet plaatsvinden door een eenrichtingsspiegel.